# (72) Ферония
(72) Ферония (лат. Feronia) — астероид главного пояса, который был открыт 29 мая 1861 года германо-американским астрономом Кристианом Петерсом в обсерватории Литчфилд и назван в честь древнеримской богини Феронии.

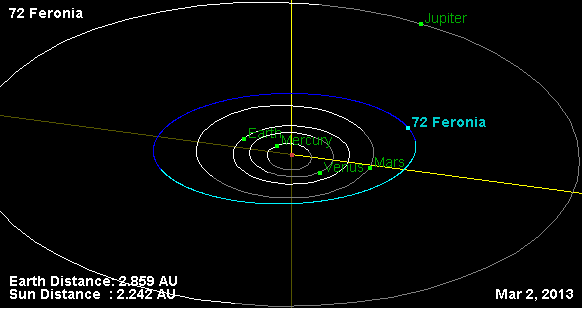
Орбита астероида Ферония и его положение в Солнечной системе